# Østrigs skakforbund
Østrigs skakforbund (på tysk Österreichischer Schachbund, forkortet ÖSB) er det nationale skakforbund i Østrig, stiftet i 1921.
Forbundet er medlem af verdenskakforbundet FIDE, har Kurt Jungwirth som formand og hovedsæde i Graz.
Østrigs skakforbund har ca. 15.000 medlemmer. Generalsekretær er Walter Kastner.